# Архара
Архара — селище міського типу, адміністративний центр Архаринського району Амурської області. Залізнична станція Архара, що належить до Транссибірської магістралі — найзахідніша станція Далекосхідної залізниці. Населення на 2009 рік становить 9800 осіб. У склад муніципального утворення Архара входять також село Бон і залізничні станції Архара і Журавлі.

## Географія

### Клімат
| Клімат Архари             | Клімат Архари | Клімат Архари | Клімат Архари | Клімат Архари | Клімат Архари | Клімат Архари | Клімат Архари | Клімат Архари | Клімат Архари | Клімат Архари | Клімат Архари | Клімат Архари | Клімат Архари |
| Показник                  | Січ.          | Лют.          | Бер.          | Квіт.         | Трав.         | Черв.         | Лип.          | Серп.         | Вер.          | Жовт.         | Лист.         | Груд.         | Рік           |
| Середній максимум, °C     | −2,5          | −1,6          | 3,5           | 13,8          | 21,2          | 24,8          | 26,5          | 26,0          | 20,5          | 12,6          | 4,7           | 0,2           | 12            |
| Середня температура, °C   | −5,7          | −4,8          | 0,0           | 9,0           | 15,7          | 19,3          | 20,9          | 20,2          | 15,0          | 8,1           | 1,8           | −2,5          | 8             |
| Середній мінімум, °C      | −8,8          | −8            | −3,4          | 4,2           | 10,3          | 13,9          | 15,4          | 14,5          | 9,5           | 3,7           | −1,1          | −5,2          | 3             |
| Норма опадів, мм          | 43            | 38            | 33            | 40            | 44            | 60            | 61            | 45            | 41            | 41            | 43            | 47            | 536           |
| ------------------------- | ------------- | ------------- | ------------- | ------------- | ------------- | ------------- | ------------- | ------------- | ------------- | ------------- | ------------- | ------------- | ------------- |
| Джерело: climate-data.org |               |               |               |               |               |               |               |               |               |               |               |               |               |

## Історія
Селище засноване у 6 грудня 1911 року. Вважається, що свою назву селище отримало завдяки генерал-губернатору Приамур'я Миколі Львовичу Гондатті. За іншою версією населений пункт названий на честь місця народження генерал-губернатора Східного Сибіру Миколи Миколайовича Муравйова, який отримав титул графа від імператора за приєднання Амурських земель згідно з договором, укладеним із Китаєм. Він народився у місті Архангельськ, яке в народі називають Архара.
За іншою теорією до 20 століття Архара носила назву «Ар-Біра», де евенкійське слово «арі» означало «протока між озер», а слово «Біра» — це позначення однієї з етнічних груп евенків «бірарів», але в цьому випадку слово «Біра» вживається в значенні «ріка», тобто річка, що має багато приток. У 20 столітті Ар-Біра отримує нову назву — Архара, де слово «хара», що пішло від евенкійського слова «Хара» позначає «житло». З точки зору тюркських мов Архара може мати й інший переклад. На якутській мові «арии» — масло, «хара» — чорний, а загальний переклад — чорне масло, тобто це означало, що в басейні річки Архара присутні виходи нафти.

## Населення
| 1939  | 1959  | 1970  | 1979    | 1989    | 2002    | 2009  |
| ----- | ----- | ----- | ------- | ------- | ------- | ----- |
| 5873  | ↗8738 | ↗9627 | ↗10 850 | ↗13 192 | ↘10 847 | ↘9816 |
| 2010  | 2011  | 2012  | 2013    | 2014    | 2015    | 2016  |
| ↘9585 | ↘9556 | ↘9398 | ↘9279   | ↘9126   | ↘9044   | ↘8965 |
| 2017  | 2018  |       |         |         |         |       |
| ↘8842 | ↘8728 |       |         |         |         |       |

## Пам'ятки
Навколо поселення розташована ботанічна пам'ятка природи: Зелена зона смт. Архара, створена у 1978 році.
У селищі є краєзнавчий музей, філіал Сучасної Гуманітарної академії, професійне училище № 15, три середні школи, одна музична школа, доросла і дитяча бібліотеки, залізнична бібліотека, стадіон «Юність» на 1200 місць. Будується новий православний храм «На честь новомучеників Російських».
На території селища встановлений пам'ятник Володимиру Леніну.

## Промисловість
На території селища з 1947 по 1998 рік функціонував архаринський пивзавод «Пиво», роботу якого у 2002—2003 роках місцева влада намагалась відновити